# Platystoma tegularium
Platystoma tegularium is een vliegensoort uit de familie van de Platystomatidae. De wetenschappelijke naam van de soort is voor het eerst geldig gepubliceerd in 1859 door Loew.